# Sabotin
A Sabotin (olaszul Monte Sabotino) 609 méter magas hegygerinc az olaszországi Gorizia és a szlovéniai Nova Gorica és Solkan felett. Lábánál van az Isonzó  folyón átívelő Solkan-híd.

## Neve
A hegyet 1370 körül említi először fennmaradt írásos forrás, Saluatin alakban. A név eredete bizonytalan. A legrégebbi átírások szerint a *Salbotin szóból eredhetett, amelynek alapja az "egészséges" jelentésű Salvus. Ha a régi átírások tévesek, a név lehetett eredetileg is Sabotin, ami származhatott az olasz Sàb(b)ato szóból is, olyan gyermek neveként, aki szombaton született. A harmadik lehetőség, hogy származhatott akár Szent Bálint (olaszul San Valentino) nevéből, több valószerűtlen fonológiai változással. (A hegyen van egy Bálintnak szentelt templom.)

## Fordítás
Ez a szócikk részben vagy egészben  a   Sabotin című angol Wikipédia-szócikk ezen változatának fordításán alapul.  Az eredeti cikk szerkesztőit annak laptörténete sorolja fel. Ez a jelzés csupán a megfogalmazás eredetét és a szerzői jogokat jelzi, nem szolgál a cikkben szereplő információk forrásmegjelöléseként.